# Indian Head Half Eagle
Indian Head Half Eagle – amerykańska złota moneta obiegowa o nominale pięciu dolarów amerykańskich projektu Beli Lyon Pratta, wybijana przez U.S. Mint w latach 1908–1929. Moneta Indian Head Half Eagle, której forma wybicia była zainspirowana przez Williama Bigelowa, zastąpiła w 1908 roku w obiegu monetę Liberty Head Half Eagle (1839–1908). W 1929 zaprzestano emisji monet o nominale pięciu dolarów ze względu na Wielki Kryzys, który doprowadził do problemów gospodarczych i monetarnych Stanów Zjednoczonych. Zapotrzebowanie na monety Half Eagle zaczęło spadać i Departament Skarbu prawie wszystkie monety wyemitowane w tym roku skierował do rezerw państwowych.

Ze względu na zastosowanie tych samych projektów w wypadku złotych monet o nominale 5 i 2½ dolarów, to są one również znane pod nazwą Bigelow-Pratt gold pieces. Obie monety zostały wybite stemplem wypukłym, czyli wszystkie legendy i wizerunki na monecie były wklęsłe. Była to technika niestosowana dotąd przez U.S. Mint.
Monety o nominale 5 dolarów (Half Eagle) zostały ustanowione na mocy uchwalonej 2 kwietnia 1792 roku przez Kongres ustawy Coinage Act of 1792.
Złote mennictwo w Stanach Zjednoczonych zostało wstrzymane przez prezydenta Franklina D. Roosevelta 5 kwietnia 1933 roku, kiedy nakazał zwrot złotych monet do Rezerwy Federalnej. Wyjątkiem było posiadanie walorów o wartości kolekcjonerskiej. 30 stycznia 1934 roku wszedł w życie Gold Reserve Act, który ostatecznie wycofał złoto z obiegu, wstrzymał pokrycie dla pieniądza papierowego w tym kruszcu i nakazał przetopienie go w sztaby.

## Tło historyczne
2 kwietnia 1792 roku Kongres uchwalił Coinage Act of 1792, który zezwolił na bicie monet kilku denominacji, w tym właśnie monet złotych o nominale pięciu dolarów amerykańskich zwanych Half Eagle. Była to wówczas druga moneta co do wartości w Stanach Zjednoczonych, większy nominał miały tylko monety Eagle. W maju 1795 roku rytownik Robert Scot rozpoczął prace nad stemplami pierwszej monety Half Eagle. Pod koniec czerwca dyrektorem mennicy został Henry William de Saussure, który nakazał rozpoczęcie bicia pierwszych złotych monet pięciodolarowych. Pierwszą monetą Half Eagle była Draped Bust Half Eagle znana też jako Capped Bust to the right ze względu na wykorzystanie na awersie zwróconego w prawo profilu Miss Liberty. 31 lipca 1795 roku U.S. Mint wybiła pierwsze złote monety o nominale pięciu dolarów.
W 1807 roku niemiecki imigrant John Reich został formalnie zatrudniony w U.S. Mint i przypisane zostało mu zadanie przeprojektowania Half Eagle. Od tego samego roku rozpoczęto wybijanie monet pięciodolarowych z nowym wizerunkiem Miss Liberty zwróconej w lewą stronę. Większość z wybitych monet znikała jednak z obiegu w celach przetopienia i sprzedaży z zyskiem. Zmienna relacja wartości srebra do złota sprawiała, że ten drugi kruszec tracił na wartości. Na początku XIX wieku w Stanach Zjednoczonych rynkowy stosunek srebra do złota wynosił 15 do 1, a w Europie 16 do 1. Doprowadzało to do wywozu złotych monet za granicę. W celu zaradzenia problemowi związanemu z przetopem złotych monet z państwa, w 1834 roku uchwalono Coinage Act of 1834. Na mocy tego prawa moneta o nominale pięciu dolarów powinna mieć 116 granów (7,5166 g) czystego złota i wagę 129 granów (8,3590 g).
W 1834 roku William Kneass zmienił projekt monety, tworząc motyw znany jako Classic Head. W 1839 roku motyw Classic Head został zastąpiony nowym, neoklasycznym wizerunkiem monety zaprojektowanym przez Christiana Gobrechta, znanym pod określeniami: Liberty Head, Braided Hair lub Coronet Head. 3 marca 1865 roku Kongres przegłosował ustawę Act of March 3, 1865, która nakazywała umieszczenie dewizy „In God We Trust” na każdej amerykańskiej monecie. W 1866 roku Gobrecht dodał tę dewizę na rewersie Half Eagle.
W 1904 roku prezydent Theodore Roosevelt napisał do sekretarza skarbu Lesliego M. Shawa z pytaniem, czy można było zmienić wygląd amerykańskich monet bez uzyskiwania na to zgody Kongresu. W styczniu 1905 roku prezydent poprosił Shawa o skontaktowanie się z dyrektorem U.S. Mint i zaproponował zatrudnienie Augustusa Saint-Gaudensa jako osoby, która mogłaby zmienić wizerunki amerykańskich monet. O wyborze tego artysty zadecydowały dwie kwestie. Pierwsza była taka, iż Saint-Gaudens zaprojektował medal na inaugurację zaprzysiężenie Roosevelta na prezydenta Stanów Zjednoczonych w 1904 roku. Wizerunek medalu zyskał aprobatę prezydenta. Drugą kwestią był podziw obu dla sztuki starożytnej Grecji.

## Projekt i emisja

### Debata nad wyglądem monety

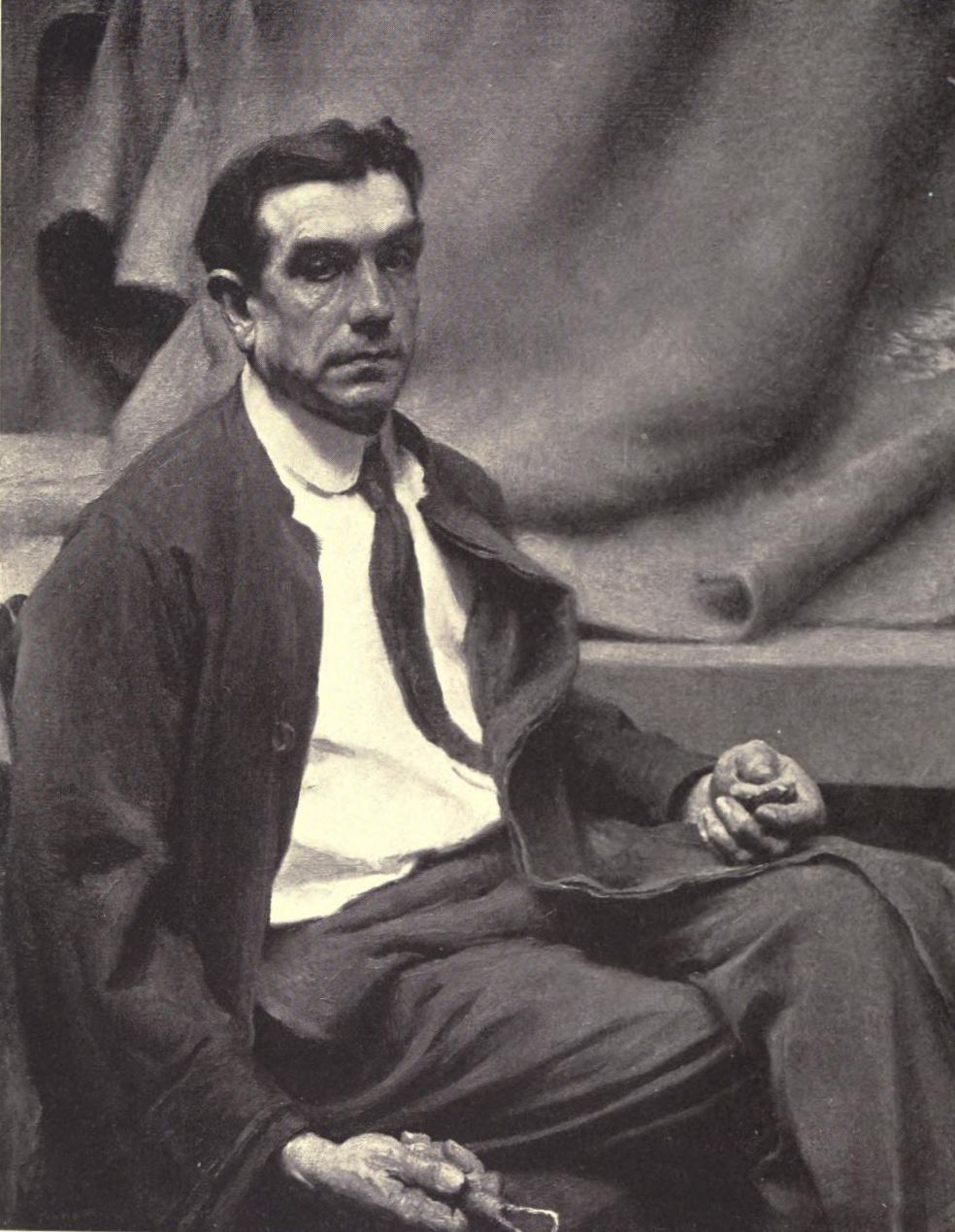
Bela Lyon Pratt

Saint-Gaudens zmarł w 1907 roku i przed swoją śmiercią zdołał zaprojektować tylko monety o wysokich nominałach: Saint-Gaudens Double Eagle (20 dolarów) i Indian Head Eagle (10 dolarów). Prezydent Roosevelt chciał jednak dokończyć projekt zmiany wizerunków amerykańskich monet i rozpoczął poszukiwania artystów, którzy byliby w stanie tego dokonać. Fizyk i kolekcjoner sztuki z Bostonu William Bigelow, bliski znajomy Roosevelta, fascynował się sztuką egipską. Szczególne wrażenie wywarły na nim wklęsłe płaskorzeźby (wklęsłorzeźby) w Museum of Fine Arts Boston. Bigelow postanowił namówić Roosevelta, aby w amerykańskim mennictwie zastosować technikę bicia monet, która pozwoliłaby na uzyskanie wklęsłych wizerunków i legend na powierzchni monety.
Kwestia ta została poruszona na specjalnym spotkaniu w Białym Domu, podczas którego ówczesny dyrektor U.S. Mint Frank A. Leach miał poznać Bigelowa. W swoich wspomnieniach Leach podkreślał nieugiętość prezydenta w kwestii inspirowania się sztuką antyku w amerykańskim mennictwie. Leach przekonywał Roosevelta, iż dzięki nowym technikom i prasom menniczym Amerykanie byli w stanie bić monety o wiele bardziej dopracowane niż starożytni. Ci ostatni mogli uzyskać efekt wysokiego reliefu wyłącznie po jednej stronie, kiedy po drugiej był on wklęsły. Technika w XIX wieku pozwalała na uzyskanie wysokich reliefów po obu stronach monety. Bigelow argumentował swoje stanowisko tym, iż ówczesne potrzeby rynkowe wymagały bicia monety o możliwie jak największej płaskiej powierzchni. Wklęsły relief pozwoliłby na połączenie wymogów bankierów i przedsiębiorców z efektem artystycznym. Roosevelt uznał, że pomysł Bigelowa jest wart uwagi i poprosił go o rozpoczęcie rozmów z Belą Prattem.
Raport dyrektora U.S. Mint z 1908 roku podaje, że pomysł Bigelowa miał być odpowiedzią na techniczne problemy mennicy z uzyskaniem bardzo wysokiego reliefu w wypadku projektu monety dwudziestodolarowej. Bigelow przekonywał prezydenta, że wygląd monety może być chroniony i równie zachwycający poprzez zastosowanie wklęsłych wizerunków i legend.

### Projekt monety i reakcje
Na awersie Pratt postanowił umieścić wizerunek Indianina. Tym razem miało to być rzeczywiste przedstawienie rdzennego Amerykanina. Było to zerwanie z dotychczasowymi wizerunkami używanymi w amerykańskim mennictwie, które poza nazwą i motywami miały niewiele wspólnego z Indianami, na przykład złota moneta dziesięciodolarowa Indian Head Eagle oraz złote monety trzydolarowa i jednodolarowa Indian Princess . Wizerunek Pratta przedstawia zwrócony w lewo profil wodza indiańskiego z pióropuszem. Projekt rewersu został zaproponowany przez prezydenta. Roosevelt poprosił, aby przedstawiał on siedzącego na strzałach i gałązce oliwnej orła. Taki sam był umieszczony na monecie dziesięciodolarowej i został zaczerpnięty z medalu prezydenckiego projektu Saint-Gaudensa .

Ten sam projekt, o wklęsłym reliefie, został użyty dla monety Quarter Eagle (nazwa złotych monet o nominale 2½ dolara) emitowanej w tych samych latach 1908–1929. W związku z tym, że pomysłodawcą wklęsłych wizerunków był Bigelow, a projektantem Pratt, to obie monety z tego okresu nazywane są Bigelow-Pratt gold pieces .
Prezydent Roosevelt był pod ogromnym wrażeniem próbnego wybicia monety. W liście do Bigelowa napisał, że ma ona „szczególne znaczenie historyczne”. Projekt i sposób wybicia monety znalazły także swoich krytyków. Filadelfijski numizmatyk i handlarz monetami Hudson Chapman wystosował list do prezydenta Roosevela, w którym przedstawił swoje zarzuty. Po pierwsze skrytykował wklęsły relief, który sprawiał wrażenie płytkiego graweru. Po drugie użyty wizerunek wodza miał przeczyć powszechnemu wyobrażeniu wodza indiańskiego jako silnego, postawnego i zdrowego mężczyzny. Indianin Pratta miał być „wynędzniały” i nie przedstawiał sobą kunsztu artystycznego. Po trzecie, według Chapmana, orzeł z rewersu nie przedstawiał bielika amerykańskiego, uznanego za symbol Stanów Zjednoczonych. Chapman twierdził także, że taka forma wybicia monety mogłaby tworzyć wrażenie, iż nie jest to moneta. Ponadto wklęsłe reliefy sprzyjałyby osadzaniu się brudu. Krytycy posiadali wsparcie w osobie głównego rytownika U.S. Mint Charlesa E. Barbera, który również był przeciwny nowemu wizerunkowi zaproponowanemu przez Pratta. Barber dokonał kilku poprawek i stworzył własny projekt monety na własną rękę. Zgoda prezydenta na propozycję Pratta i Bigelowa okazała się ostateczna. Barber musiał wykonać stemple zgodnie z założeniami projektu Pratta.

### Emisja i obieg
Bicie monet rozpoczęto w listopadzie 1908 roku. Monety kolekcjonerskie bite były stemplem lustrzanym tylko w filadelfijskim oddziale U.S. Mint. Monety Indian Head Half Eagle były emitowane w dużych nakładach. Tylko w trzech wypadkach ich emisja wyniosła poniżej 100 000 sztuk: w San Francisco (1908), Nowym Orleanie (1909) i Denver (1911). Moneta ta była bita nieprzerwanie od 1908 roku do 1916 roku, kiedy jej emisja została wstrzymana. Jej wybijanie wznowiono w 1929 roku, jednak w tym samym roku doszło w Stanach Zjednoczonych do Wielkiego Kryzysu. Problemy gospodarcze sprawiły, że zapotrzebowanie na złotą monetę pięciodolarową zaczęło maleć. Dlatego większość z nich była zaraz po wybiciu składowana w rezerwach Departamentu Skarbu. Szacuje się, że ze wszystkich wybitych w 1929 roku monet Half Eagle przetrwało 200 monet. 5 kwietnia 1933 roku prezydent Franklin D. Roosevelt wydał Executive Order 6102, który zakazywał posiadania złotych monet i złota, jako kruszcu, na terenie Stanów Zjednoczonych. 30 stycznia 1934 roku wszedł w życie Gold Reserve Act. Stanowił on, że złote mennictwo zostanie wstrzymane, a całe złoto powinno zostać wycofane z obiegu i przetopione w sztaby o wymiarach ustalonych przez Departament Skarbu. Współcześnie najlepiej zachowane egzemplarze pochodzą z pierwszego roku emisji i z 1929 roku, kiedy część ludzi gromadziła je jako zabezpieczenie .

## Nakłady
Nakłady monety Indian Head Half Eagle:
| Mennica (znak) | Filadelfia (b.z.) | Denver (D) | San Francisco (S) | Nowy Orlean (O) |
| Rok            | Filadelfia (b.z.) | Denver (D) | San Francisco (S) | Nowy Orlean (O) |
| -------------- | ----------------- | ---------- | ----------------- | --------------- |
| 1908           | 577 845           | 148 000    | 82 000            | -               |
| 1909           | 627 070           | 3 423 560  | 297 200           | 34 200          |
| 1910           | 604 000           | 193 600    | 770 200           | -               |
| 1911           | 915 000           | 72 500     | 1 416 000         | -               |
| 1912           | 790 000           | -          | 392 000           | -               |
| 1913           | 915 901           | -          | 408 000           | -               |
| 1914           | 247 000           | 247 000    | 263 000           | -               |
| 1915           | 588 000           | -          | 164 000           | -               |
| 1916           | -                 | -          | 240 000           | -               |
| 1929           | 662 000           | -          | -                 | -               |

* Tabela nie uwzględnia liczby wybitych monet lustrzanych.

## Opis monety

### Awers
W środku pola awersu Pratt umieścił zwrócony w lewo profil Indianina z pióropuszem. Po lewej od głowy znalazło się sześć sześcioramiennych gwiazd, następnie napis „LIBERTY”, a za napisem, na prawo od głowy siedem sześcioramiennych gwiazd. Pod głową znalazła się data wybicia. Pomiędzy profilem, a datą Pratt umieścił swoje inicjały „B.L.P.”.

### Rewers
W środku pola rewersu znalazł się zwrócony w lewą stronę orzeł, siedzący na wiązce strzał i gałązce oliwnej. Nad orłem nazwa państwa z separatorami w kształcie kropek pomiędzy wyrazami „UNITED•STATES•OF•AMERICA”. Na lewo od orła motto „E PLURIBUS UNUM”, a na prawo dewiza „IN GOD WE TRUST”. Pod orłem znalazł się nominał i nazwa waluty z separatorem pomiędzy: „FIVE•DOLLARS”.
Znaki mennicy znajdowały się na lewo od grotów strzał.

### Opis fizyczny
Szczegóły opisu fizycznego monety:
- Waga: 8,35 g
- Średnica: 21,6 mm
- Kruszec: Au 900 (złoto 90%, miedź 10%)
- Krawędź: ząbkowana
- Mennica: Filadelfia, Nowy Orlean, Denver, San Francisco